# 高須理稔
高須 理稔（たかす まさとし、1980年6月30日 - ）は、兵庫県姫路市出身の元サッカー選手、サッカー指導者。現役時代のポジションはミッドフィールダー。元INAC神戸レオネッサ監督。新潟医療福祉大学FC監督。

## 略歴
2010年シーズンではなでしこリーグの最年少監督としてINAC神戸レオネッサ監督に就任、その年のなでしこオールスターで西側チームのコーチを務める。INAC神戸レオネッサ監督を退任後、翌年はイギリスで指導。
2012年シーズンは韓国のプロチームにて柳想鐵の監督就任に伴いKリーグ大田シチズンF.Cのコーチに就任。柳想鐵監督の退任後、2013年シーズンは益城ルネサンス熊本フットボールクラブのエグゼクティブアドバイザーに就任。また2013年よりJFAナショナルトレセンコーチの関西地区チーフに就任している。
2019年からは新潟医療福祉大学FCの監督に就任。就任初年度で北信越フットボールリーグDEVISION2を全勝にて完全優勝している。元Jリーガーを多数有するJAPANサッカーカレッジを県予選決勝で破り県大会を初優勝した。北信越予選も勝ち抜き北信越第2代表で初の全国大会への出場権を得た。第55回全国社会人サッカー選手権ベスト16にも導いている。
2021年シーズンは天皇杯新潟県予選の決勝で新潟医療福祉大学サッカー部のトップチームと対戦し圧倒的内容で2-0で勝利した。第101回天皇杯の新潟代表として出場。一回戦でAC長野パルセイロと延長戦の末、惜敗している。第57回全国社会人サッカー選手権はアルティスタ浅間と福井ユナイテッドＦＣに勝利し北信越第一代表になっている（本大会は中止）
第47回北信越フットボールリーグは第三位に導いている。16試合で59得点と圧倒的な攻撃力を武器にチームを作るが、得点王、アシスト王ともに獲得できておらず、チームの総合力や選手起用法にも秀でている。
2022-23年シーズンはフィリピンにて指導している。

## 指導歴
- 1999年‐2001年 - 英賀保サッカークラブ
- 2001年-2005年 - エストレラ姫路ジュニアユース・ユースコーチ、レディース監督
- 2006年-2008年 - INACレオネッサアマチュア監督、ジュニアユース総監督、レオネッサコーチ
- 2009年 - INAC神戸レオネッサアマチュア監督、コーチ
- 2010年 - INAC神戸レオネッサ監督
- 2012年 - 大田シチズン F.C.コーチ
- 2013年 - 益城ルネサンス熊本フットボールクラブエグゼクティブアドバイザー
- 2013年-2017年 - JFAナショナルトレセンコーチ関西地区チーフ
- 2018年 - 新潟医療福祉大学女子サッカー部コーチ
- 2019年以降 - 新潟医療福祉大学FC監督